# LINE TOWN 麻吉樂園
《LINE TOWN 麻吉樂園》是从2013年4月开始播放的一部日本動畫，為手機應用程式《LINE》的衍生作品。動畫製作公司和《LINE OFFLINE 上班族》不同，但人物設定一致。前作為上班族动画，而本作為儿童動畫。

## 故事概要
一個無奇不有的溫馨小鎮「LINE TOWN」，鎮上住著許多歡樂、開心的LINE卡通明星：沉默溫和的熊大、開朗時髦的兔兔、隨心所欲的饅頭人、自戀的詹姆士、愛漂亮的潔西卡、常常幫大家解決事情的莎莉、以及害羞內向的雷納德等人，在LINE TOWN發生了一連串有趣的大小事。

## 登場人物

### 主要角色
熊大（Brown，布朗熊）
聲：李勇（台）
純真沉默，體貼，總是面無表情，但很可愛，火大的時候也很可愛。
個性非常老實，不說話，總是一號表情。
喜歡特殊稀奇的物品和古怪的事物。
和兔兔偶爾有些曖昧行為，和饅頭人時常在一起打電動，玩遊戲等休閒。
饅頭人的好朋友。
曾經做出一個叫鮭魚的魚模型，後送給饅頭人。
最喜歡的食物是鮭魚。
暗戀兔兔，曾經因為米歇爾的事情吃醋。
武功非常強，力氣很大，也很愛運動。
和兔兔，饅頭人和詹姆士從小就是好朋友。
曾經在時光膠囊裡埋鮭魚玩具車。
因為個性非常得溫柔善良，因此被大家稱為溫柔領袖。
曾經和兔兔拍過婚紗照。
做泥巴球非常厲害，被饅頭人叫師父。
和兔兔都擁有心中的惡魔與天使。
有時會很迷糊或不小心，也會受不了誘惑。
廚藝方面也不錯。
曾經做過宅配的工作。
非常的喜歡去吃到飽餐廳吃吃到飽。
曾經發現過幸福的藍蝴蝶。
受到香菇人先生的喜愛，和他感情很好。
曾經因為神秘盒子的粉末而變老。
曾經和饅頭人打工。
很會玩踢罐子。
是LINE FIVE的LINE 紅 熊大，必殺技非常厲害，是最強的，叫做螺旋鐵拳。
曾經自己開過人力拖車。
曾經和蘑菇先生參加做派比賽第一名。
完結篇時畫了一張LINE TOWN地圖並在一座森林標示一條熊大神出鬼沒路，標名小心熊大。
喜歡兔兔。
兔兔（Cony，可妮兔）
聲：金田晶（日）／曾詩淳（台）／何凱怡（港）/ 彭月春 (客)
總是開朗又時尚，最愛做的事是減肥。
非常貪吃，所以常常變胖。
積極樂觀，有時情緒不太穩定。
因為個性很開朗，所以很受歡迎。
喜歡美味好吃的食物和可愛漂亮的東西。
和熊大偶爾有些曖昧行為，常常和饅頭人吵架鬥嘴，羨慕潔西卡的好身材。
潔西卡的好朋友。
有一個青梅竹馬，叫做米歇爾，曾經暗戀過他。
最喜歡的食物是漢堡。
和熊大，饅頭人和詹姆士從小就是好朋友。
曾經在時光膠囊裡埋兔子娃娃。
因為非常擅長做料理，因此被大家稱為料理領袖。
曾經和熊大拍過婚紗照。
最喜歡的偶像團體是動物五人組，是超級粉絲。
曾經開了一個部落格叫做兔兔的歡樂電子報。
和熊大都擁有心中的惡魔與天使。
想要當偶像，模特兒，魔法師。
和叫做機器人先生的機器人是好朋友，只有兔兔能操作他。
對熊大非常的好。
曾經當過暫時魔法師。
很不會玩撲克牌，因表情太明顯。
討厭桃樂西太太，兔兔稱她為歐巴桑。
曾經跟莎莉和潔西卡組啦啦隊。
家裡曾經被飛碟破壞過。
是LINE FIVE的LINE 粉紅 兔兔，制服曾經破掉，後穿香檳色，後又把粉紅色的補回來。
很在乎機器人先生。
很想加入LPA，但是因為條件不符合。
完結篇在甜甜圈店附近被標示一條兔兔長肥路，因為她到那裡時都會說:「唉，在那裡休息一下吧，我肚子餓了」。
喜歡熊大。
饅頭人（Moon）
聲：森川智之（日）／張騰（台）／陳健豪（港）/ 曾仲瑋 (客)
總是隨心所欲卻不討人厭，鬼點子多。
小心眼，自私自利，且固執傲慢。
經常失戀，也常被發好人卡和被甩。
是破壞狂，經常遲到和與人交換條件，動歪腦筋。
喜歡月亮，最喜歡打電動，睡覺和害人出糗，和吐嘈人。
暗戀過很多的女生，但都被拒絕，和熊大時常在一起打電動，玩遊戲等休閒。
熊大的好朋友。
曾經弄壞熊大的小鮭鮭，後熊大送給他。
擁有一把自己的吉他。
喜歡吃的食物很多，幾乎沒有討厭吃的食物。
和熊大，兔兔和詹姆士從小就是好朋友。
曾經在時光膠囊裡埋飛碟玩具。
曾經變胖，後瘦回來。
因為常幫大家想計畫，因此被大家稱為計畫領袖（原本是作弊領袖）。
曾經扮演英雄，受到大家喜歡。
很會講鬼故事。
曾受到掃地機器人「SALUSA」的喜愛。
因為想研究泥巴球，所以稱熊大為師父。
曾經因為神秘盒子的粉末而變老。
曾經和熊大打工。
被雷納德仰慕，被他稱為大哥。
擁有一個探險家爸爸。
是LINE FIVE的LINE 藍 饅頭人，唯一會飛的，必殺技是饅頭人閃電龍捲百列拳。
曾經自己開過人力拖車。
完結篇在有一個大石頭的路被標示一條哲學之路，因為只要他失戀就會坐在那裡自問自答。
詹姆士（James）
聲：風間勇刀（日）／鈕凱暘（台）／簡懷甄（港）/ 羅盛滿 (客)
喜歡的東西是帥氣的自己，討厭的東西是不帥氣的自己。
個性樂觀正向，自我感覺超級良好。
自戀狂，神經大條，隨時保持最美狀態。
膽子其實很小，很容易受驚嚇。
喜歡美麗，保養皮膚，做馬殺雞和做指甲。
莎莉（Sally）
聲：榎本温子（日）／曾詩淳（台）／顧詠雪（港）/ 楊銀花 (客)
最喜歡唱K的小雞，必點曲是夏日迷戀，常幫大家解決事情。優點為公平公正，處事積極。
潔西卡（Jessica）
聲：國立幸（日）／陳貞伃（台）／王慧珠（港）/  戴君儒(客)
做事認真，愛美，喜歡乾淨，最喜歡的事是掃除，是一位女性模特兒，兔兔的好友。優點為細心謹慎，氣質優雅。
雷納德（Leonard）
聲：潘惠美（日）／郭霖（台）／高雅玲（港）/ 張春泉(客)
害羞內向又膽小，仰慕饅頭人。
大叔（Boss，部長）
聲：飛田展男（日）／李勇（台）／陳啟熾（港）/ 徐文強(客)
在LINE TOWN擔任各種人事物。

## 電視動畫

### 製作人員
- 監督：鴫野彰
- 原作：LINE
- 原作協力：金大錫、兼保圭介
- 原作設計：Groove Mogi
- 人物设计・總作画監督：あんきな
- 美術監督：森尾麻紀
- 色彩設計：大槻ひろ子
- 撮影監督：河合有紀子
- 編集：小島俊彦、中葉由美子
- 音響監督：渡邊淳
- 音樂：末廣健一郎
- 音樂制作人：田中統英
- 音樂協力：テレビ東京ミュージック、小学館ミュージック&デジタルエンタテインメント
- 动画制作人：茂木仁史
- 制作人：白石誠（テレビ東京）、神宮字真
- 动画制作：アセンション
- 製作：東京電視台、小學館集英社製作

### 主題曲
片头曲
作詞、作曲・歌：GReeeeN／編曲：JIN
片尾曲「millefeuille nights」（第1－39話）
作詞：／作曲：／編曲：大石憲一郎／歌：中川翔子
片尾曲（第40－50話）
作詞：、Litz／作曲：／歌：

### 各話列表
| 話數   | 日文標題 | 中文標題       | 劇本              | 分鏡     | 演出              | 作畫監督              |
| ------ | -------- | -------------- | ----------------- | -------- | ----------------- | --------------------- |
| 第1話  |          | 生日           | 伊福部崇          | 鴫野彰   | 鴫野彰            | 小和田良博            |
| 第1話  |          | 洞穴           | 黑住光            | 鴫野彰   | 鴫野彰            | 小和田良博            |
| 第2話  |          | 小鮭鮭         | 玉多真子          | 高本宣弘 | 高本宣弘          | 武内啓                |
| 第2話  |          | 派對           | 玉多真子          | 高本宣弘 | 高本宣弘          | 小川一郎              |
| 第3話  |          | 危機           | 黑住光            | 上田茂   | 上田茂            | 加野晃                |
| 第3話  |          | 笑臉           | 小出圭祐          | 鴫野彰   | 上田茂            | 加野晃                |
| 第4話  |          | 再會           | 玉多真子          | 田所修   | 水本葉月          | 小田多惠子            |
| 第4話  |          | 黑影           | 吉田正幸          | 田所修   | 水本葉月          | 細川修平              |
| 第5話  |          | 占卜           | 玉多真子          | 牛草健   | 牛草健            | 古佐小吉重            |
| 第5話  |          | 美術           | 伊福部崇          | 鴫野彰   | 牛草健            | 藤原彰人              |
| 第6話  |          | 抽獎           | 伊福部崇          | 高本宣弘 | 長岡義孝          | 村上勉                |
| 第6話  |          | 問答           | 玉多真子          | 小寺勝之 | 長岡義孝          | 村田俊治              |
| 第7話  |          | 寶藏           | 伊福部崇          | 前田康成 | 上田茂            | 小和田良博            |
| 第7話  |          | 兄弟           | 三浦浩兒          | 鴫野彰   | 上田茂            | 小和田良博            |
| 第8話  |          | 早睡早起       | 田邊茂範          | 小寺勝之 | 清水一伸          | 佐藤敏明              |
| 第8話  |          | 減肥           | 玉多真子          | 小寺勝之 | 清水一伸          | 武内啓                |
| 第9話  |          | 翹頭髮         | 吉田正幸          | 中川聰   | 中川聰            | 加野晃                |
| 第9話  |          | 領袖           | 伊福部崇          | 鴫野彰   | 中川聰            | 加野晃                |
| 第10話 |          | 模特兒         | 黑住光            | 小寺勝之 | 大野和寿          | 和田良博              |
| 第10話 |          | 英雄           | 玉多真子          | 小寺勝之 | 大野和寿          | 細川修平              |
| 第11話 |          | 泥巴球         | 黑住光            | 牛草健   | 牛草健            | 藤原彰人              |
| 第11話 |          | 裝病           | 三浦浩兒          | 鴫野彰   | 牛草健            | 古佐小吉重            |
| 第12話 |          | 八卦           | 玉多真子          | 小寺勝之 | 水本葉月          | 細川修平              |
| 第12話 |          | 颱風           | 三浦浩兒          | 小寺勝之 | 水本葉月          | 村上勉                |
| 第13話 | キ       | 露營           | 吉田正幸          | 上田茂   | 上田茂            | 小和田良博            |
| 第13話 |          | 徵選           | 田邊茂範          | 鴫野彰   | 上田茂            | 小和田良博            |
| 第14話 |          | 誘惑           | 小出圭祐 田邊茂範 | 香川豐   | 清水一伸          | 武内啓                |
| 第14話 |          | 保母           | 三浦浩兒          | 石山貴明 | 清水一伸          | 佐藤敏明              |
| 第15話 |          | 第七人         | 黑住光            | 中川聰   | 中川聰            | 加野晃                |
| 第15話 |          | 邪惡殭屍       | 清水東            | 中川聰   | 中川聰            | 加野晃                |
| 第16話 |          | 朋友           | 清水東            | 石山貴明 | 糸賀慎太郎        | 細川修平              |
| 第16話 |          | 傻嚕傻         | 小出圭祐 田邊茂範 | 石山貴明 | 糸賀慎太郎        | 小田多惠子            |
| 第17話 |          | 宇宙           | 玉多真子          | 鴫野彰   | 牛草健            | 藤原彰人              |
| 第17話 |          | 宇宙           | 玉多真子          | 鴫野彰   | 牛草健            | 古佐小吉重            |
| 第18話 |          | 大叔           | 玉多真子          | 香川豐   | 上野史博          | 西野理恵              |
| 第18話 |          | 海邊           | 三浦浩兒          | 石山貴明 | 上野史博          | 村上勉                |
| 第19話 |          | 神奇項鍊 變小  | 黑住光            | 中村憲由 | 上田茂            | 小和田良博            |
| 第19話 |          | 神奇項鍊 變大  | 黑住光            | 上田茂   | 上田茂            | 小和田良博            |
| 第20話 |          | 冰             | 玉多真子          | 石山貴明 | 山内東生雄        | 武内啓                |
| 第20話 |          | 機械人         | 清水東            | 龜井隆   | 山内東生雄        | 佐藤敏明              |
| 第21話 |          | 忍者           | 清水東            | 中川聰   | 中川聰            | 加野晃                |
| 第21話 |          | 開瓶器         | 三浦浩兒          | 中川聰   | 中川聰            | 加野晃                |
| 第22話 |          | 車子           | 三浦浩兒          | 石山貴明 | 糸賀慎太郎        | 細川修平              |
| 第22話 |          | 潔西卡         | 玉多真子          | 香川豐   | 糸賀慎太郎        | 小田多惠子            |
| 第23話 |          | 工作           | 大竹康師          | 牛草健   | 牛草健            | 藤原彰人              |
| 第23話 |          | 堅持           | 黑住光            | 鴫野彰   | 牛草健            | 古佐小吉重            |
| 第24話 |          | 在哪？         | 中弘子            | 芝久保   | 關田修            | 今野淑子              |
| 第24話 |          | 列車           | 三浦浩兒          | 龜井隆   | 關田修            | 村上勉                |
| 第25話 |          | 玉米           | 清水東            | 中村憲由 | 上田茂            | 小和田良博            |
| 第25話 |          | 魔法           | 玉多真子          | 上田茂   | 上田茂            | 釘宮洋                |
| 第26話 |          | 在一起         | 玉多真子          | 香川豐   | 浅見松雄          |                       |
| 第26話 |          | 撲克牌         | 黑住光            | 石山貴明 | 浅見松雄          |                       |
| 第27話 |          | 間諜           | 清水東            | 中村憲由 | 山田雅之          |                       |
| 第27話 |          | 海盜           | 清水東            | 鴫野彰   | 山田雅之          |                       |
| 第28話 |          | 審判           | 黑住光            | 江上潔   | 關田修            |                       |
| 第28話 |          | 壞掉           | 中弘子            | 石山貴明 | 關田修            |                       |
| 第29話 |          | 一生一次       | 三浦浩兒          | 中川聰   | 中川聰            | 加野晃                |
| 第29話 |          | 幸福           | 大竹康師          | 中川聰   | 中川聰            | 加野晃                |
| 第30話 |          | 分身           | 玉多真子          | 牛草健   | 牛草健            | 向山祐治              |
| 第30話 |          | 跑腿           | 黑住光            | 高柳哲司 | 牛草健            | 藤原彰人              |
| 第31話 |          | 桃樂西         | 中弘子            | 中村憲由 | 中村憲由          |                       |
| 第31話 | 天氣     |                | 中弘子            | 中村憲由 | 中村憲由          |                       |
| 第32話 |          | 銀河           | 玉多真子          | 鴫野彰   | 新井宣圭 山田雅之 | 小和田良博 古佐小吉重 |
| 第33話 |          | 香菇人         | 黑住光            | 上原秀明 | 浅見松雄          | 日                    |
| 第33話 |          | 登山           | 中弘子            | 龜井隆   | 浅見松雄          |                       |
| 第34話 |          | 歌舞劇         | 玉多真子          | 新井宣圭 | 新井宣圭          | 小和田良博            |
| 第34話 |          | 變老           | 三浦浩兒          | 山田雅之 | 山田雅之          | 藤原彰人              |
| 第35話 |          | 誇獎達人       | 清水東            | 西森章   | 關田修            |                       |
| 第35話 |          | 蘋果           | 清水東            | 上原秀明 | 關田修            |                       |
| 第36話 |          | 啦啦隊         | 玉多真子          | 中川聰   | 中川聰            | 加野晃                |
| 第36話 | 打工     |                | 玉多真子          | 中川聰   | 中川聰            | 加野晃                |
| 第37話 |          | 文具           | 中弘子            | 高柳哲司 | 牛草健            | 小和田良博            |
| 第37話 |          | 仰慕           | 中弘子            | 牛草健   | 牛草健            | 古佐小吉重            |
| 第38話 |          | 踢罐子         | 三浦浩兒          | 中村憲由 | 中村憲由          | 吉野真一              |
| 第38話 |          | 煩躁           | 清水東            | 中村憲由 | 中村憲由          | 吉野真一              |
| 第39話 |          | 爸爸           | 清水東            | 釘宮洋   | 新井宣圭          | 釘宮洋                |
| 第40話 |          | Line Five      | 玉多真子          | 鴫野彰   | 山田雅之          | 藤原彰人 出口和人     |
| 第41話 |          | 湖             | 中弘子            | 西森章   | 關田修            | 武内啓                |
| 第41話 |          | 種子           | 中弘子            | 上原秀明 | 關田修            | 佐藤敏明              |
| 第42話 |          | 人力拖車       | 三浦浩兒          | 上原秀明 | 糸賀慎太郎        | 小田多惠子            |
| 第42話 |          | 黑暗機械人先生 | 三浦浩兒          | 龜井隆   | 糸賀慎太郎        | 細川修平              |
| 第43話 |          | 狂野           | 清水東            | 中川聰   | 中川聰            | 加野晃                |
| 第43話 |          | 肉丸           | 玉多真子          | 中川聰   | 中川聰            | 加野晃                |
| 第44話 |          | 魔豆藤蔓       | 玉多真子          | 牛草健   | 牛草健            |                       |
| 第44話 |          | 派             | 中弘子            | 高柳哲司 | 牛草健            |                       |
| 第45話 |          | 交換身體       | 三浦浩兒          | 中村憲由 | 中村憲由          |                       |
| 第45話 |          | 待客之道       | 清水東            | 中村憲由 | 中村憲由          |                       |
| 第46話 |          | Line Five 2    | 玉多真子          | 鴫野彰   | 新井宣圭          |                       |
| 第47話 |          | 秘密           | 中弘子            | 上原秀明 | 關田修            |                       |
| 第47話 |          | 商量           | 黑住光            | 龜井隆   | 關田修            |                       |
| 第48話 |          | 積極樂觀       | 清水東            | 新井宣圭 | 山田雅之          |                       |
| 第48話 |          | 山寨版         | 清水東            | 山田雅之 | 山田雅之          |                       |
| 第49話 |          | 小心眼         | 三浦浩兒          | 西森章   | 關田修            |                       |
| 第49話 |          | 兒子           | 清水東            | 鴫野彰   | 關田修            |                       |
| 第50話 |          | 骰子           | 黑住光            | 牛草健   | 牛草健            |                       |
| 第50話 |          | LINE TOWN      | 玉多真子          | 鴫野彰   | 牛草健            |                       |

### 播放電視台
| 播放地區       | 播放電視台   | 播放日期                     | 播放時間（依當地時區計算） | 所屬聯播網            | 備註  |
| -------------- | ------------ | ---------------------------- | -------------------------- | --------------------- | ----- |
| 關東廣域圏     | 東京電視台   | 2013年4月3日－2014年3月26日  | 週三 18:30－19:00          | 東京電視台系列        | [ 1 ] |
| 北海道         | 北海道電視台 | 2013年4月3日－2014年3月26日  | 週三 18:30－19:00          | 東京電視台系列        | [ 1 ] |
| 愛知縣         | 愛知電視台   | 2013年4月3日－2014年3月26日  | 週三 18:30－19:00          | 東京電視台系列        | [ 1 ] |
| 大阪府         | 大阪電視台   | 2013年4月3日－2014年3月26日  | 週三 18:30－19:00          | 東京電視台系列        | [ 1 ] |
| 岡山縣・香川縣 | 瀨戶內電視台 | 2013年4月3日－2014年3月26日  | 週三 18:30－19:00          | 東京電視台系列        | [ 1 ] |
| 福岡縣         | TVQ九州放送  | 2013年4月3日－2014年3月26日  | 週三 18:30－19:00          | 東京電視台系列        | [ 1 ] |
| 日本全域       | BS Japan     | 2013年4月9日－2014年4月1日   | 週二 17:00－17:30          | 東京電視台系列 BS放送 | [ 1 ] |
| 臺灣           | 東森幼幼台   | 2014年4月26日－2015年5月2日  | 週六 19:00－20:00          |                       |       |
| 臺灣           | 東森綜合台   | 2015年7月13日－2015年8月14日 | 週一至週五                 |                       | [ 2 ] |
| 香港           | ViuTV        | 2016年8月1日－2016年11月22日 | 週一至週三 17:30－18:00    |                       |       |
| 香港           | ViuTV        | 2016年8月28日－2017年3月26日 | 週日 22:00－22:30          |                       |       |
| 臺灣           | 客家電視     | 2025年6月24日-2026年6月2日   | 週二 18:00 - 18:30         |                       |       |

| 東京電視台 星期三 18:00－18:27 節目 | 東京電視台 星期三 18:00－18:27 節目      | 東京電視台 星期三 18:00－18:27 節目 |
| ----------------------------------- | ---------------------------------------- | ----------------------------------- |
|                                     | LINE TOWN（2013年4月3日－2014年3月26日） |                                     |
| ピラメキーノ                        | 天雷爭霸:復仇者聯盟                      |                                     |

| ViuTV 星期一至三 17:30－18:00 節目                                       | ViuTV 星期一至三 17:30－18:00 節目         | ViuTV 星期一至三 17:30－18:00 節目 |
| ------------------------------------------------------------------------ | ------------------------------------------ | ---------------------------------- |
|                                                                          | Line Town （2016年8月1日－11月22日）       |                                    |
| 戀愛班長                                                                 | 戀愛班長2                                  |                                    |
| 星期日 22:00－22:30 節目 2016年10月23日、12月25日、2017年1月1日 暫停播映 |                                            |                                    |
| Come On Baby （21:30－22:30）                                            | Line Town （2016年8月28日－2017年3月26日） | Interviu                           |

## 外部連結
- LINEアニメ（页面存档备份，存于）（日語）
  - LINE TOWN（页面存档备份，存于）（日語）
- あにてれ：LINE TOWN （页面存档备份，存于）（日語）
- DVD特設サイト （页面存档备份，存于）（日語）
- LINE FRIENDS | タカラトミー （页面存档备份，存于）（日語）